# Bernhard Krahl
P. Bernhard Ernst Krahl, O. Cist. (28. března 1902 Rynartice – 4. října 1962 Klášter Heiligenkreuz) byl osecký cisterciák a profesor teologie.

## Život
Narodil se v Rynarticích u Jetřichovic v dnešním okrese Děčín jako Ernst Krahl. V září roku 1922 zahájil noviciát v klášteře cisterciáků v Oseku. Zde při obřadu obláčky přijal řeholní jméno Bernhard. V roce 1927 byl vysvěcen na kněze. Získal doktorát teologie a následně vyučoval na německé teologické fakultě v Praze a v diecézním kněžském semináři v Litoměřicích.
Po roce 1945 se vystěhoval z Československa a uchýlil se do kláštera v Heiligenkreuzu. V letech 1946–1947 přednášel na místním teologickém učilišti hebrejštinu, řečtinu a apologetiku. V roce 1958 se jako zástupce (tehdy již fakticky nefungujícího) oseckého kláštera účastnil cisterciácké generální kapituly. V letech 1959–1962 přednášel v Heiligenkreuzu filosofii. Zde v roce 1962 zemřel a byl pohřben na klášterním hřbitově.